# Редкая отвага (фильм)
«Редкая отвага» (другое название — «Необычайная отвага»; англ. Uncommon Valor) — боевик режиссёра Теда Котчеффа по произведению Уингса Хаузера. Премьера фильма состоялась 16 декабря 1983 года.

## Сюжет
Группа ветеранов войны во Вьетнаме собираются вместе, чтобы освободить своего товарища из плена. При поддержке отставного военного, а также богатого бизнесмена, чей сын также в плену у вьетнамцев, членам группы предстоит не только вызволить военнопленных, но и сохранить свои жизни.

## В ролях
- Джин Хэкмен — Кэл Родс, полковник
- Роберт Стэк — МакГрегор
- Фред Уорд — Уилкс, больной ветеран Вьетнама, ставший скульптором
- Рэб Браун — Бластер
- Рэндалл «Текс» Кобб — Сейлор
- Патрик Суэйзи — Кевин Скотт
- Тим Томерсон — Чартс
- Харольд Сильвестер — Джонсон
- Лим Кванхи — Цзян
- Тодд Аллен — Фрэнк Родс
- Стив Сульберг — военнопленный
- Гэйл Стриклэнд — Хелен Родс
- Джейн Качмарек — миссис Уилкс
- Констанс Форслунд — миссис Чартс
- Деби Паркер — Мэй Линг
- Ян Тршиска — Джерико
- Джереми Кемп — перевозчик
- Эмметт Дэннис — медик
- Кевин Брандо — юноша
- Ле Туан — охранник
- Джеймс Эджкомб — агент ЦРУ
- Кен Фармер — тюремный охранник
- Тэд Хорино — мистер Кай
- Майкл Дудикофф — помощник Бластера
- Брюс Пол Барбо — пилот вертолета
- Дон Мэнтут — военнопленный
- Бретт Джонсон — мальчик
- Баррет Оливер — мальчик
- Марселло Кракофф — мальчик
- Анджела Ли — девочка
- Хуан Фернандес — санитар
- Дарвин Карсон — секретарь
- Нэнси Линари — репортёр